# Нарухито
Цар Нарухито (јап. 徳仁; 23. фебруар 1960) је јапански цар.

## Биографија
Најстарији је син бившег јапанског цара Акихита и царице Мичико. Студирао је историју на Универзитету Гакушин и на Оксфорду. Нарухито је био први цар који је рођен после Другог светског рата и први кога су родитељи самостално одгајили.
Страствени је историчар, истраживач водног саобраћаја и мемоарист. Деценијама је говорио о питањима животне средине.
Од 1993. године је ожењен принцезом Масако, са којом има ћерку Аико.
Дана 1. маја 2019. године, преузео је јапански престо након што је његов отац, дотадашњи цар, Акихито абдицирао. Нарухитова ера се зове Реива, што значи прекрасна хармонија.